# Ткаиа
Ткаиа (груз. ტყაია) — село в Грузии, на территории Зугдидского муниципалитета края (мхаре) Самегрело-Верхняя Сванетия.

## География
Село находится в западной части Грузии, на левом берегуреки Ингури, на расстоянии приблизительно 9 километров (по прямой) к северо-востоку от города Зугдиди, административного центра муниципалитета. Абсолютная высота — 155 метров над уровнем моря.

## Население
По результатам официальной переписи населения 2014 года в Ткаиа проживало 683 человека (330 мужчин и 353 женщины). В национальной структуре населения грузины составляли 100 %.
| Год  | Население, человек |
| ---- | ------------------ |
| 2002 | 1332               |
| 2014 | ↘ 683              |